# مخطط الأنابيب والأجهزة
مخطط الأنابيب والأجهزة ( P&ID ) هو رسم تفصيلي يستخدم كثيرًا في المصانع والمنشآت الصناعية،ويٌوضح كل المعدات العملية الصناعية ، مثل الخزانات والمضخات والانابيب بالأضافة الى اجهزة القياس والتحكم مثل الحساسات والصمامات وأنظمة التحكم آلي.
ويعرف احياناً باسم مخطط الجريان الميكانيكي (MFD)،لأنه يظهر كيف تتحرك المواد داخل المصنع، ومن يتحكم فيها وبأي ترتيب.
كما يوجد هناك مخطط اعلى مرتبة من مخطط P&ID وهو مخطط تدفق العملية، والذي يٌظهر التدفق العام لعمليات المصنع والعلاقة بين المعدات الرئيسية لمنشأة المصنع. ويقصد بال"التدفق العام " المسار الذي تسلكه المواد مثل (السوائل والغازات ) خلال المراحل المختلفة من التصنيع

## المحتويات والوظيفة
يتم تعريف مخطط الأنابيب والأجهزة (P&ID) على النحو التالي:
1. رسم تخطيطي يوضح الترابط بين معدات العملية والأجهزة المستخدمة للتحكم في العملية. في العمليات الصناعية ، يتم استخدام مجموعة قياسية من الرموز لإعداد رسومات العمليات. تعتمد رموز الأجهزة المستخدمة في هذه الرسومات بشكل عام على معيار الجمعية الدولية للأتمتة (ISA) S5.1
2. الرسم التخطيطي الأساسي المستخدم لوضع مخطط تركيب التحكم في العملية .

وهي عادة تحتوي على المعلومات التالية:
- المعدات الميكانيكية، بما في ذلك:
  - أوعية الضغط ، الأعمدة، الخزانات، المضخات ، الضواغط ، المبادلات الحرارية ، الأفران ، رؤوس الآبار ، المراوح ، أبراج التبريد ، موسعات التوربينات ، مصائد الخنازير (انظر "الرموز" أدناه)
  - أقراص الانفجار ، فتحات التقييد، المصافي والمرشحات، مصائد البخار ، مصائد الرطوبة، نظارات الرؤية ، كاتمات الصوت، المشاعل والفتحات، مانعات اللهب ، قواطع الدوامات ، المخمدات

- معالجة الأنابيب والأحجام والتعريف، بما في ذلك:
  - فئات الأنابيب وأرقام خطوط الأنابيب
  - اتجاهات التدفق
  - مراجع الترابطات
  - خطوط التشغيل الدائمة والتنظيف والتجاوز
  - خطوط الأنابيب وخطوط التدفق
  - صفيحة الاغلاق و صفيحة الاغلاق المزدوجة
  - العزل وتتبع الحرارة
- أجهزة التحكم في العملية والتسمية (الأسماء والأرقام ومعرفات العلامات الفريدة)، بما في ذلك:
  - الصمامات وأنواعها وتعريفاتها (على سبيل المثال صمامات العزل والإغلاق والتخفيف والأمان وأقفال الصمامات)
  - مدخلات ومخرجات التحكم ( أجهزة الاستشعار والعناصر النهائية، والأقفال)
  - متفرقات - فتحات التهوية، والمصارف، والشفاه ، والتجهيزات الخاصة، وخطوط أخذ العينات، والمخفضات، والطرق
- واجهات لتغييرات الفئة
- نظام التحكم بالحاسوب
- تحديد المكونات والأنظمة الفرعية التي يقدمها الآخرون

يتم اعداد مخطط P&IDs في الأصل خلال مرحلة التصميم، وذلك بالاعتماد على مزيج من بيانات مخطط PFD وتصميم المعدات الميكانيكية الخاصة بالعملية،بالاضافة الى أنظمة القياس والتحكم ( التحكم الآلي).
وفي هذه المرحلة لا يستخدم مخطط P&ID كمرجع بصري، بل يعتبر الأساس الذي يٌبنى عليه تطوير أنظمة التحكم في المصنع.
كما يستخدم لإجراء تحليلات السلامة والتشغيل مثل دراسة المخاطر والتشغيل (HAZOP). ولتحقيق ذلك ، من الضروري ان يظهر المخطط :
- التسلسل الفيزيائي للمعدات والانظمة (من يأتي قبل من، مثلا المضخة قبل المبادل
- كيفية ترابط هذه الانظمة ببعضها ببعض (من يتصل بمن، عن طريق اي انبوب او حساس او صمام )

تلعب P&IDs أيضًا دورًا مهمًا في صيانة والتعديل بعد الانتهاء من التشغيل الاولي للمصنع.
فعندما يتم إجراء أي تعديل أو تغيير في النظام -مثل إضافة صمام ،أو تغيير مسار أنبوب، أو تحديث جهاز تحكم - يتم رسم هذه التعديلات على يدوياً بالحبر الأحمر على نسخة المخطط الاصلية.وتعد هذه التعديلات سجلات حيوية التصميم الحالي الفعلي للمصنع، وليس التصميم الأصلي النظري
كما أنها حيوية في تمكين التنمية؛
- مخططات التحكم والإيقاف
- متطلبات السلامة والتنظيم
- تسلسلات بدء التشغيل
- الفهم العملي.

تشكل مخططات P&ID الأساس لمخططات المحاكاة المباشرة المعروضة على واجهات المستخدم الرسومية لأنظمة التحكم الصناعية الكبيرة مثل SCADA وأنظمة التحكم الموزعة .

## التعريف والتسمية المرجعية
بناءً إلى المعيار ANSI / ISA S5.1 و ISO 14617 -6، يتم استخدام P&ID لتحديد وتمييز القياسات داخل العملية من خلال رموز تعريفية خاصة .
التمييز أو الـ Tag هو رمز مكوّن من حتى 5 حروف، يوضح وظيفة الجهاز في العملية، متبوعًا برقم الحلقة (Loop Number) الذي يُميز كل نظام تحكم.
1. الحرف الأول: يمثل القيمة المقاسة ( مثل الصغط ، الحرارة ).
2. الحرف الثاني: مُعدِّل للقيمة (مثل فرق او معدل تغير ).
3. الحرف الثالث: يشير إلى الوظيفة القراءة او العرض (مثل مؤشر او مسجل).
4. الحرف الرابع:يشير الى وظيفة الإخراج او التحكم الفعال مثل (تحكم او إنذار).
5. والخامس هو مُعدِّل اضافي للوظيفة(اذا لزم الامر).

ويتبع ذلك رقم الحلقة، وهو رقم فريد يعطى لكل حلقة تحكم.
على سبيل المثال : FIC045
- F = تدفق (Flow ).
- I = مؤشر (Indicating).
- C = l متحكم (Controller).
- 045 هو رقم الحلقة.

هذا الجهاز هو متحكّم في تدفق السائل ضمن الحلقة رقم 045.
مثال اخر : FT045
- F = تدفق (Flow ).
- T = مرسل ( transmitter).
- 045 هو رقم الحلقة.

هذا جهاز مرسِل تدفق في نفس الحلقة 045.
بالنسبة للتعيين المرجعي لأي معدات في الأنظمة الصناعية، يمكن تطبيق المعيار IEC 61346 ( الأنظمة الصناعية والمنشآت والمعدات والمنتجات الصناعية - مبادئ الهيكلة والتعيينات المرجعية ). بالنسبة لوظيفة القياس، يتم استخدام الرمز المرجعي B ، متبوعًا بالحرف المذكور أعلاه للمتغير المقاس.
من الممكن تطبيق نظام تصنيف محطة الطاقة KKS للإشارة إلى أي معدات في محطة الطاقة.

## رموز الأجهزة والمعدات الكيميائية
فيما يلي قائمة ببعض رموز الأجهزة والمعدات الكيميائية المستخدمة عادة في P&ID، وفقًا لمعياري ISO 10628 و ISO 14617 .

### الاستخدام التاريخي
قبل ظهور التصميم بمساعدة الكمبيوتر (CAD) في أواخر الثمانينيات، كانت مخططات الأنابيب والوصلات (P&IDs) تُرسم يدويًا. قالب الرسم الموضح أدناه، بالحجم الفعلي 225 مم × 111 مم، هو نموذجي لتلك المستخدمة لرسم مخططات الأنابيب والوصلات.

قالب رسم يدوي لمخطط الأنابيب والأجهزة (ثمانينيات القرن العشرين). مفتاح الرمز:
1. Vessel dished end
2. Motor driven pump or compressor and baseplate
3. Valves
4. Valve diaphragm actuator
5. Shell and tube heat exchanger
6. Flexible hose, bellows
7. [[Vacuum ejector] [Ejector]]
8. Machine driven pump or other device
9. Reducers

## روابط خارجية
- تعلم كيفية قراءة رسومات P&ID - دليل كامل
- تفسير مخططات الأنابيب والأجهزة - الرمزية

- Commons:تصنيف:رموز الهندسة الكيميائية - قائمة رموز P&ID بتنسيق SVG